# Campionato Nazionale Dilettanti 1993-1994
Il Campionato Nazionale Dilettanti 1993-1994 fu la 46ª edizione del campionato di categoria e il V livello del calcio italiano.

## Stagione

### Aggiornamenti
A completamento di organico vengono ripescate in Serie C2:
- Lumezzane
- Livorno
- Forlì
- L’Aquila

Il Suzzara, neo retrocesso dalla Serie C2, in difficili condizioni economiche, rinuncia ai giocatori della prima squadra svincolandoli e continua l'attività sportiva iscrivendo una squadra Allievi provinciali ai campionati gestiti dal Comitato Provinciale di Mantova.
Altre squadre che, pur avendone diritto, non si iscrivono al campionato sono:
- Acqui
- Mira
- Acilia
- Anziolavinio
- Noci
- Pisticci
- Aversa
- Vittoria

La Virescit Bergamo si trasferisce ad Alzano Lombardo dopo la fusione con la società bianconera, assumendo la denominazione di Alzano Virescit Football Club 1909.
Le ripescate a completamento di organico furono: Mosciano, Paolana, Casalese, Monterotondo, Interamnia Termoli, Valenzana, Lucera, Santa Teresa di Gallura, Certaldo, Grosseto, Narnese e Legnago

### Formula
Le prime di ogni girone venivano promosse nella Serie C2, inoltre si sfidavano per ottenere il titolo di Campione d'Italia Dilettanti. Le ultime 4 di ogni girone retrocedevano in Eccellenza.

## Girone A
Il Nizza Millefonti è una compagine di Torino.

### Classifica finale
|  | Pos. | Squadra          | Pt | G  | V  | N  | P  | GF | GS | DR  |
|  | ---- | ---------------- | -- | -- | -- | -- | -- | -- | -- | --- |
|  | 1.   | Pro Vercelli     | 52 | 34 | 21 | 10 | 3  | 63 | 27 | +36 |
|  | 2.   | Colligiana       | 44 | 34 | 14 | 16 | 4  | 33 | 20 | +13 |
|  | 3.   | Pinerolo         | 37 | 34 | 12 | 13 | 9  | 34 | 28 | +6  |
|  | 4.   | Rapallo Ruentes  | 36 | 34 | 12 | 12 | 10 | 28 | 24 | +4  |
|  | 5.   | Pietrasanta      | 35 | 34 | 12 | 11 | 11 | 27 | 20 | +7  |
|  | 6.   | Nizza Millefonti | 35 | 34 | 11 | 13 | 10 | 40 | 37 | +3  |
|  | 7.   | Savona           | 34 | 34 | 11 | 12 | 11 | 29 | 23 | +6  |
|  | 8.   | Grosseto         | 34 | 34 | 9  | 16 | 9  | 24 | 22 | +2  |
|  | 9.   | Certaldo         | 33 | 34 | 9  | 15 | 10 | 40 | 36 | +4  |
|  | 10.  | Camaiore         | 33 | 34 | 11 | 11 | 12 | 37 | 39 | -2  |
|  | 11.  | Sarzanese        | 33 | 34 | 11 | 11 | 12 | 27 | 34 | -7  |
|  | 12.  | Cuoiopelli       | 32 | 34 | 9  | 14 | 11 | 25 | 28 | -3  |
|  | 13.  | Moncalieri       | 30 | 34 | 9  | 12 | 13 | 30 | 38 | -8  |
|  | 14.  | Valenzana        | 30 | 34 | 9  | 12 | 13 | 30 | 40 | -10 |
|  | 15.  | Bra              | 29 | 34 | 7  | 15 | 12 | 23 | 33 | -10 |
|  | 16.  | Cuneo            | 29 | 34 | 8  | 13 | 13 | 27 | 38 | -11 |
|  | 17.  | Sanremese        | 29 | 34 | 7  | 15 | 12 | 24 | 40 | -16 |
|  | 18.  | Migliarinese     | 27 | 34 | 8  | 11 | 15 | 21 | 35 | -14 |

Legenda:
      Promossa in Serie C2 1994-1995.
      Retrocessa in Eccellenza 1994-1995.
Regolamento:
Due punti a vittoria, uno a pareggio, zero a sconfitta.
Pari merito in caso di pari punti.
Spareggio in caso di pari punti in zona promozione e/o retrocessione.
Note:
Il Cuneo fu poi ripescato al Campionato Nazionale Dilettanti 1994-1995.

## Girone B

### Classifica finale
|  | Pos. | Squadra                 | Pt | G  | V  | N  | P  | GF | GS | DR  |
|  | ---- | ----------------------- | -- | -- | -- | -- | -- | -- | -- | --- |
|  | 1.   | Varese                  | 53 | 34 | 21 | 11 | 2  | 58 | 21 | +37 |
|  | 2.   | Saronno                 | 50 | 34 | 20 | 10 | 4  | 60 | 24 | +36 |
|  | 3.   | Corsico                 | 45 | 34 | 16 | 13 | 5  | 34 | 16 | +18 |
|  | 4.   | Castelsardo             | 43 | 34 | 11 | 21 | 2  | 43 | 27 | +16 |
|  | 5.   | Mariano                 | 37 | 34 | 11 | 15 | 8  | 32 | 29 | +3  |
|  | 6.   | Gallaratese             | 35 | 34 | 13 | 9  | 12 | 41 | 32 | +9  |
|  | 7.   | Calangianus             | 35 | 34 | 8  | 19 | 7  | 33 | 34 | -1  |
|  | 8.   | Sparta Novara           | 34 | 34 | 13 | 8  | 13 | 36 | 43 | -7  |
|  | 9.   | Selargius               | 32 | 34 | 9  | 14 | 11 | 38 | 34 | +4  |
|  | 10.  | Châtillon Saint-Vincent | 31 | 34 | 8  | 15 | 11 | 36 | 46 | -10 |
|  | 11.  | Santa Teresa Gallura    | 31 | 34 | 9  | 13 | 12 | 22 | 35 | -13 |
|  | 12.  | Abbiategrasso           | 30 | 34 | 9  | 12 | 13 | 31 | 33 | -2  |
|  | 13.  | Caratese                | 30 | 34 | 9  | 12 | 13 | 37 | 40 | -3  |
|  | 14.  | Seregno (-1)            | 28 | 34 | 6  | 17 | 11 | 31 | 43 | -12 |
|  | 15.  | Verbania                | 28 | 34 | 6  | 16 | 12 | 31 | 39 | -8  |
|  | 16.  | Pro Lissone             | 27 | 34 | 8  | 11 | 15 | 27 | 45 | -18 |
|  | 17.  | Real Cesate             | 25 | 34 | 3  | 19 | 12 | 18 | 30 | -12 |
|  | 18.  | Iglesias                | 17 | 34 | 4  | 9  | 21 | 17 | 54 | -37 |

Legenda:
      Promossa in Serie C2 1994-1995.
      Retrocessa in Eccellenza 1994-1995.
 Retrocessione diretta.
Regolamento:
Due punti a vittoria, uno a pareggio, zero a sconfitta.
Pari merito in caso di pari punti.
Spareggio in caso di pari punti in zona promozione e/o retrocessione.
Note:
Il Seregno ha scontato 1 punto di penalizzazione.
Verbania retrocesso dopo aver perso lo spareggio contro l'ex aequo Seregno.

### Spareggi

#### Spareggio salvezza
Seregno e Verbania terminarono il campionato a pari punti. Si procedette quindi con uno spareggio.
|         | Risultati     |          | Luogo e data              |
| ------- | ------------- | -------- | ------------------------- |
| Seregno | 1-1 (3-1 dtr) | Verbania | Gallarate, 15 maggio 1994 |
|         |               |          |                           |

## Girone C

### Classifica finale
La Casalese è una rappresentativa di Casalmaggiore.

|  | Pos. | Squadra           | Pt | G  | V  | N  | P  | GF | GS | DR  |
|  | ---- | ----------------- | -- | -- | -- | -- | -- | -- | -- | --- |
|  | 1.   | Brescello         | 49 | 34 | 18 | 13 | 3  | 46 | 16 | +30 |
|  | 2.   | Capriolo          | 43 | 34 | 14 | 15 | 5  | 47 | 29 | +18 |
|  | 3.   | Alzano Virescit   | 40 | 34 | 13 | 14 | 7  | 52 | 36 | +16 |
|  | 4.   | Castel San Pietro | 40 | 34 | 15 | 10 | 9  | 45 | 35 | +10 |
|  | 5.   | Sassuolo          | 37 | 34 | 10 | 17 | 7  | 45 | 33 | +12 |
|  | 6.   | Albinese          | 34 | 34 | 12 | 10 | 12 | 46 | 41 | +5  |
|  | 7.   | Argentana         | 34 | 34 | 6  | 22 | 6  | 25 | 22 | +3  |
|  | 8.   | Casalese          | 34 | 34 | 10 | 14 | 10 | 35 | 37 | -2  |
|  | 9.   | Chiari            | 34 | 34 | 9  | 16 | 9  | 31 | 33 | -2  |
|  | 10.  | Fidenza           | 33 | 34 | 9  | 15 | 10 | 33 | 35 | -2  |
|  | 11.  | Fanfulla          | 33 | 34 | 9  | 15 | 10 | 31 | 36 | -5  |
|  | 12.  | San Paolo d'Argon | 33 | 34 | 12 | 9  | 13 | 26 | 32 | -6  |
|  | 13.  | Darfo Boario      | 33 | 34 | 9  | 15 | 10 | 33 | 41 | -8  |
|  | 14.  | Reggiolo          | 33 | 34 | 11 | 11 | 12 | 39 | 53 | -14 |
|  | 15.  | Bagnolese         | 32 | 34 | 10 | 12 | 12 | 36 | 40 | -4  |
|  | 16.  | Oltrepò           | 24 | 34 | 6  | 12 | 16 | 26 | 40 | -14 |
|  | 17.  | Broni             | 23 | 34 | 5  | 13 | 16 | 24 | 40 | -16 |
|  | 18.  | San Lazzaro       | 23 | 34 | 6  | 11 | 17 | 28 | 49 | -21 |

Legenda:
      Promossa in Serie C2 1994-1995.
      Retrocessa in Eccellenza 1994-1995.
Regolamento:
Due punti a vittoria, uno a pareggio, zero a sconfitta.
Pari merito in caso di pari punti.
Spareggio in caso di pari punti in zona promozione e/o retrocessione.
Note:
La Bagnolese fu poi ripescata al Campionato Nazionale Dilettanti 1994-1995.

## Girone D
Il Centro del Mobile è una compagine della città di Brugnera.

### Classifica finale
|  | Pos. | Squadra           | Pt | G  | V  | N  | P  | GF | GS | DR  |
|  | ---- | ----------------- | -- | -- | -- | -- | -- | -- | -- | --- |
|  | 1.   | Sandonà           | 53 | 34 | 21 | 11 | 2  | 52 | 18 | +34 |
|  | 2.   | Valdagno          | 50 | 34 | 22 | 6  | 6  | 53 | 19 | +34 |
|  | 3.   | Bassano Virtus    | 48 | 34 | 17 | 14 | 3  | 44 | 22 | +22 |
|  | 4.   | Caerano           | 41 | 34 | 14 | 13 | 7  | 41 | 32 | +9  |
|  | 5.   | Treviso           | 37 | 34 | 15 | 7  | 12 | 35 | 27 | +8  |
|  | 6.   | Arzignano         | 35 | 34 | 14 | 7  | 13 | 33 | 25 | +8  |
|  | 7.   | Sevegliano        | 35 | 34 | 10 | 15 | 9  | 25 | 28 | -3  |
|  | 8.   | Rovereto          | 34 | 34 | 11 | 12 | 11 | 38 | 39 | -1  |
|  | 9.   | Bolzano           | 33 | 34 | 11 | 11 | 12 | 32 | 33 | -1  |
|  | 10.  | Montebelluna      | 33 | 34 | 10 | 13 | 11 | 31 | 36 | -5  |
|  | 11.  | Legnago           | 32 | 34 | 9  | 14 | 11 | 37 | 32 | +5  |
|  | 12.  | Miranese          | 31 | 34 | 10 | 11 | 13 | 33 | 33 | 0   |
|  | 13.  | Donada            | 31 | 34 | 9  | 13 | 12 | 24 | 28 | -4  |
|  | 14.  | Pro Gorizia       | 28 | 34 | 10 | 8  | 16 | 34 | 46 | -12 |
|  | 15.  | Conegliano        | 27 | 34 | 6  | 15 | 13 | 19 | 35 | -16 |
|  | 16.  | Manzanese         | 26 | 34 | 7  | 12 | 15 | 27 | 47 | -20 |
|  | 17.  | Centro del Mobile | 23 | 34 | 6  | 11 | 17 | 25 | 52 | -27 |
|  | 18.  | Benacense 1905    | 15 | 34 | 3  | 9  | 22 | 15 | 46 | -31 |

Legenda:
      Promossa in Serie C2 1994-1995.
      Retrocessa in Eccellenza 1994-1995.
Regolamento:
Due punti a vittoria, uno a pareggio, zero a sconfitta.
Pari merito in caso di pari punti.
Spareggio in caso di pari punti in zona promozione e/o retrocessione.

## Girone E

### Classifica finale
|  | Pos. | Squadra           | Pt | G  | V  | N  | P  | GF | GS | DR  |
|  | ---- | ----------------- | -- | -- | -- | -- | -- | -- | -- | --- |
|  | 1.   | Vis Pesaro        | 46 | 34 | 14 | 18 | 2  | 36 | 18 | +18 |
|  | 2.   | Fermana           | 45 | 34 | 15 | 15 | 4  | 26 | 15 | +11 |
|  | 3.   | Sangiovannese     | 40 | 34 | 12 | 16 | 6  | 37 | 23 | +14 |
|  | 4.   | Faenza            | 40 | 34 | 12 | 16 | 6  | 46 | 33 | +13 |
|  | 5.   | Gubbio            | 39 | 34 | 12 | 15 | 7  | 28 | 26 | +2  |
|  | 6.   | San Marino        | 36 | 34 | 8  | 20 | 6  | 31 | 30 | +1  |
|  | 7.   | Vigor Senigallia  | 36 | 34 | 10 | 16 | 8  | 35 | 35 | 0   |
|  | 8.   | Sestese           | 35 | 34 | 9  | 17 | 8  | 40 | 32 | +8  |
|  | 9.   | Riccione          | 35 | 34 | 8  | 19 | 7  | 41 | 34 | +7  |
|  | 10.  | Recanatese        | 34 | 34 | 8  | 18 | 8  | 29 | 29 | 0   |
|  | 11.  | Arezzo            | 34 | 34 | 9  | 16 | 9  | 25 | 29 | -4  |
|  | 12.  | Pontassieve       | 33 | 34 | 7  | 19 | 8  | 19 | 25 | -6  |
|  | 13.  | Tolentino         | 32 | 34 | 7  | 18 | 9  | 30 | 30 | 0   |
|  | 14.  | Città di Castello | 32 | 34 | 10 | 12 | 12 | 27 | 32 | -5  |
|  | 15.  | Rondinella        | 31 | 34 | 9  | 13 | 12 | 28 | 32 | -4  |
|  | 16.  | Russi             | 24 | 34 | 6  | 12 | 16 | 27 | 43 | -16 |
|  | 17.  | Ellera            | 20 | 34 | 4  | 12 | 18 | 22 | 41 | -19 |
|  | 18.  | Virtus Chianciano | 20 | 34 | 4  | 12 | 18 | 21 | 41 | -20 |

Legenda:
      Promossa in Serie C2 1994-1995.
      Retrocessa in Eccellenza 1994-1995.
Regolamento:
Due punti a vittoria, uno a pareggio, zero a sconfitta.
Pari merito in caso di pari punti.
Spareggio in caso di pari punti in zona promozione e/o retrocessione.
Note:
La Rondinella fu poi ripescata al Campionato Nazionale Dilettanti 1994-1995.

## Girone F
La Spes Montesacro è una rappresentativa della città di Roma.

### Classifica finale
|  | Pos. | Squadra           | Pt | G  | V  | N  | P  | GF | GS | DR  |
|  | ---- | ----------------- | -- | -- | -- | -- | -- | -- | -- | --- |
|  | 1.   | Teramo            | 54 | 34 | 22 | 10 | 2  | 55 | 17 | +38 |
|  | 2.   | Narnese           | 49 | 34 | 19 | 11 | 4  | 45 | 20 | +25 |
|  | 3.   | Ternana           | 48 | 34 | 17 | 14 | 3  | 50 | 21 | +29 |
|  | 4.   | Viterbese         | 45 | 34 | 15 | 15 | 4  | 52 | 29 | +23 |
|  | 5.   | Monterotondo      | 41 | 34 | 15 | 11 | 8  | 46 | 29 | +17 |
|  | 6.   | Fiumicino         | 37 | 34 | 11 | 15 | 8  | 27 | 26 | +1  |
|  | 7.   | Civita Castellana | 36 | 34 | 11 | 14 | 9  | 47 | 39 | +8  |
|  | 8.   | Ladispoli         | 36 | 34 | 9  | 18 | 7  | 34 | 27 | +7  |
|  | 9.   | Nereto            | 35 | 34 | 11 | 13 | 10 | 38 | 33 | +5  |
|  | 10.  | Pontevecchio      | 34 | 34 | 10 | 14 | 10 | 38 | 35 | +3  |
|  | 11.  | Santegidiese      | 32 | 34 | 8  | 16 | 10 | 38 | 38 | 0   |
|  | 12.  | Rieti             | 31 | 34 | 8  | 15 | 11 | 25 | 33 | -8  |
|  | 13.  | Pomezia           | 29 | 34 | 9  | 11 | 14 | 34 | 37 | -3  |
|  | 14.  | Bastia            | 28 | 34 | 6  | 16 | 12 | 18 | 41 | -23 |
|  | 15.  | Ostia Mare        | 28 | 34 | 7  | 14 | 13 | 23 | 31 | -8  |
|  | 16.  | Foligno           | 20 | 34 | 5  | 10 | 19 | 23 | 48 | -25 |
|  | 17.  | Spes Montesacro   | 18 | 34 | 4  | 10 | 20 | 29 | 60 | -31 |
|  | 18.  | Marino            | 11 | 34 | 2  | 7  | 25 | 18 | 76 | -58 |

Legenda:
      Promossa in Serie C2 1994-1995.
      Retrocessa in Eccellenza 1994-1995.
 Retrocessione diretta.
Regolamento:
Due punti a vittoria, uno a pareggio, zero a sconfitta.
Pari merito in caso di pari punti.
Spareggio in caso di pari punti in zona promozione e/o retrocessione.
Note:
Ostia Mare retrocesso dopo aver perso lo spareggio contro la ex aequo Bastia.

### Spareggi

#### Spareggio salvezza
Bastia e Ostia Mare terminarono il campionato a pari punti. Si procedette quindi con uno spareggio.
|        | Risultati |            | Luogo e data      |
| ------ | --------- | ---------- | ----------------- |
| Bastia | 1-0       | Ostia Mare | ?, 15 maggio 1994 |
|        |           |            |                   |

## Girone G

### Classifica finale
|  | Pos. | Squadra         | Pt | G  | V  | N  | P  | GF | GS | DR  |
|  | ---- | --------------- | -- | -- | -- | -- | -- | -- | -- | --- |
|  | 1.   | Giulianova      | 48 | 34 | 16 | 16 | 2  | 50 | 18 | +32 |
|  | 2.   | Albanova        | 47 | 34 | 17 | 13 | 4  | 42 | 18 | +24 |
|  | 3.   | Frosinone       | 46 | 34 | 16 | 14 | 4  | 41 | 18 | +23 |
|  | 4.   | Gabbiano Napoli | 42 | 34 | 15 | 12 | 7  | 43 | 34 | +9  |
|  | 5.   | Casertana       | 41 | 34 | 13 | 15 | 6  | 34 | 19 | +15 |
|  | 6.   | Ferentino       | 36 | 34 | 11 | 14 | 9  | 48 | 35 | +13 |
|  | 7.   | Isola Liri      | 35 | 34 | 14 | 7  | 13 | 45 | 32 | +13 |
|  | 8.   | Penne           | 35 | 34 | 12 | 11 | 11 | 27 | 35 | -8  |
|  | 9.   | Mosciano        | 34 | 34 | 11 | 12 | 11 | 38 | 35 | +3  |
|  | 10.  | Portici         | 34 | 34 | 11 | 12 | 11 | 34 | 39 | -5  |
|  | 11.  | Sulmona         | 33 | 34 | 9  | 15 | 10 | 29 | 33 | -4  |
|  | 12.  | Luco dei Marsi  | 32 | 34 | 9  | 14 | 11 | 37 | 39 | -2  |
|  | 13.  | Acerrana        | 32 | 34 | 11 | 10 | 13 | 26 | 33 | -7  |
|  | 14.  | Latina          | 31 | 34 | 9  | 13 | 12 | 29 | 36 | -7  |
|  | 15.  | Celano          | 29 | 34 | 5  | 19 | 10 | 20 | 30 | -10 |
|  | 16.  | Francavilla     | 26 | 34 | 5  | 16 | 13 | 25 | 33 | -8  |
|  | 17.  | Pineto          | 20 | 34 | 5  | 10 | 19 | 30 | 55 | -25 |
|  | 18.  | Arzanese        | 11 | 34 | 1  | 9  | 24 | 14 | 70 | -56 |

Legenda:
      Promossa in Serie C2 1994-1995.
      Retrocessa in Eccellenza 1994-1995.
Regolamento:
Due punti a vittoria, uno a pareggio, zero a sconfitta.
Pari merito in caso di pari punti.
Spareggio in caso di pari punti in zona promozione e/o retrocessione.
Note:
Il Francavilla è stato poi riammesso nel Campionato Nazionale Dilettanti 1994-1995.

## Girone H

Il prepartita di Avigliano-Canosa.

### Classifica finale
|  | Pos. | Squadra            | Pt | G  | V  | N  | P  | GF | GS | DR  |
|  | ---- | ------------------ | -- | -- | -- | -- | -- | -- | -- | --- |
|  | 1.   | Sporting Benevento | 60 | 38 | 26 | 8  | 4  | 80 | 25 | +55 |
|  | 2.   | Nocerina (-1)      | 52 | 38 | 21 | 11 | 6  | 62 | 22 | +40 |
|  | 3.   | Toma Maglie        | 52 | 38 | 21 | 10 | 7  | 66 | 30 | +36 |
|  | 4.   | Taranto            | 44 | 38 | 16 | 12 | 10 | 44 | 24 | +20 |
|  | 5.   | Brindisi           | 40 | 38 | 12 | 16 | 10 | 35 | 28 | +7  |
|  | 6.   | Campobasso         | 40 | 38 | 14 | 12 | 12 | 36 | 41 | -5  |
|  | 7.   | Nardò              | 39 | 38 | 14 | 11 | 13 | 34 | 24 | +10 |
|  | 8.   | Termoli            | 39 | 38 | 12 | 15 | 11 | 43 | 38 | +5  |
|  | 9.   | Cerignola          | 39 | 38 | 11 | 17 | 10 | 36 | 33 | +3  |
|  | 10.  | Paganese           | 38 | 38 | 13 | 12 | 13 | 29 | 35 | -6  |
|  | 11.  | Altamura           | 37 | 38 | 14 | 9  | 15 | 39 | 39 | 0   |
|  | 12.  | Canosa             | 37 | 38 | 11 | 15 | 12 | 39 | 40 | -1  |
|  | 13.  | Vultur Rionero     | 37 | 38 | 11 | 15 | 12 | 27 | 41 | -14 |
|  | 14.  | Martina            | 36 | 38 | 11 | 14 | 13 | 37 | 39 | -2  |
|  | 15.  | Scafatese          | 36 | 38 | 9  | 18 | 11 | 25 | 27 | -2  |
|  | 16.  | Agropoli           | 36 | 38 | 12 | 12 | 14 | 38 | 48 | -10 |
|  | 17.  | Melfi              | 35 | 38 | 11 | 13 | 14 | 24 | 32 | -8  |
|  | 18.  | Avigliano          | 27 | 38 | 7  | 13 | 18 | 32 | 66 | -34 |
|  | 19.  | Interamnia Termoli | 25 | 38 | 5  | 15 | 18 | 14 | 43 | -29 |
|  | 20.  | Lucera             | 10 | 38 | 2  | 6  | 30 | 20 | 85 | -65 |

Legenda:
      Promossa in Serie C2 1994-1995.
      Retrocessa in Eccellenza 1994-1995.
Regolamento:
Due punti a vittoria, uno a pareggio, zero a sconfitta.
Pari merito in caso di pari punti.
Spareggio in caso di pari punti in zona promozione e/o retrocessione.
Note:
La Nocerina ha scontato 1 punto di penalizzazione.

## Girone I
Il Reggio Gallina è una rappresentativa della frazione di Gallina, Reggio Calabria.

### Classifica finale
|  | Pos. | Squadra               | Pt | G  | V  | N  | P  | GF | GS | DR  |
|  | ---- | --------------------- | -- | -- | -- | -- | -- | -- | -- | --- |
|  | 1.   | Castrovillari         | 60 | 38 | 24 | 12 | 2  | 67 | 21 | +46 |
|  | 2.   | AS Catania            | 52 | 38 | 19 | 14 | 5  | 45 | 22 | +23 |
|  | 3.   | Messina               | 47 | 38 | 17 | 13 | 8  | 57 | 26 | +31 |
|  | 4.   | Folgore Castelvetrano | 45 | 38 | 15 | 15 | 8  | 41 | 29 | +12 |
|  | 5.   | Bagheria              | 43 | 38 | 16 | 11 | 11 | 45 | 30 | +15 |
|  | 6.   | Partinicaudace        | 39 | 38 | 12 | 15 | 11 | 36 | 42 | -6  |
|  | 7.   | Mazara                | 38 | 38 | 13 | 12 | 13 | 41 | 34 | +7  |
|  | 8.   | Milazzo               | 38 | 38 | 13 | 12 | 13 | 40 | 39 | +1  |
|  | 9.   | Comiso                | 38 | 38 | 11 | 16 | 11 | 38 | 37 | +1  |
|  | 10.  | Marsala               | 37 | 38 | 12 | 13 | 13 | 35 | 36 | -1  |
|  | 11.  | Igea Virtus           | 37 | 38 | 13 | 11 | 14 | 32 | 37 | -5  |
|  | 12.  | Real Catanzaro        | 37 | 38 | 13 | 11 | 14 | 46 | 52 | -6  |
|  | 13.  | Rossanese             | 36 | 38 | 11 | 14 | 13 | 44 | 43 | +1  |
|  | 14.  | Ragusa                | 34 | 38 | 10 | 14 | 14 | 39 | 40 | -1  |
|  | 15.  | Sportiva Cariatese    | 34 | 38 | 12 | 10 | 16 | 34 | 51 | -17 |
|  | 16.  | Gangi                 | 32 | 38 | 10 | 12 | 16 | 25 | 45 | -20 |
|  | 17.  | Paolana               | 32 | 38 | 11 | 10 | 17 | 32 | 42 | -10 |
|  | 18.  | Nuova Rosarnese       | 31 | 38 | 9  | 13 | 16 | 33 | 56 | -23 |
|  | 19.  | Scicli                | 28 | 38 | 8  | 12 | 18 | 28 | 48 | -20 |
|  | 20.  | Reggio Gallina        | 22 | 38 | 5  | 12 | 21 | 22 | 50 | -28 |

Legenda:
      Promossa in Serie C2 1994-1995.
      Retrocessa in Eccellenza 1994-1995.
 Retrocessione diretta.
Regolamento:
Due punti a vittoria, uno a pareggio, zero a sconfitta.
Pari merito in caso di pari punti.
Spareggio in caso di pari punti in zona promozione e/o retrocessione.
Note:
Paolana retrocessa dopo aver perso lo spareggio contro la ex aequo Gangi.

### Spareggi

#### Spareggio salvezza
Gangi e Paolana terminarono il campionato a pari punti. Si procedette quindi con uno spareggio.
|       | Risultati     |         | Luogo e data            |
| ----- | ------------- | ------- | ----------------------- |
| Gangi | 1-1 (5-3 dtr) | Paolana | Messina, 15 maggio 1994 |
|       |               |         |                         |

## Poule scudetto
A differenza della stagione scorsa, le nove squadre vincitrici dei gironi vennero suddivise in 4 gruppi (tre gruppi da due squadre e un gruppo da tre). Le squadre prime classificate per ogni girone si qualificavano per le semifinali (da disputare in gare dei andata e ritorno).

### Turno preliminare

#### Girone 1
|  | Pos. | Squadra      | Pt | G | V | N | P | GF | GS | DR |
|  | ---- | ------------ | -- | - | - | - | - | -- | -- | -- |
|  | 1.   | Pro Vercelli | 4  | 2 | 2 | 0 | 0 | 4  | 2  | +2 |
|  | 2.   | Varese       | 2  | 2 | 1 | 0 | 1 | 1  | 1  | 0  |
|  | 3.   | Brescello    | 0  | 2 | 0 | 0 | 2 | 2  | 4  | -2 |

Legenda:
      Promossa al turno successivo.
Regolamento:
Due punti a vittoria, uno a pareggio, zero a sconfitta.
|              | Risultati |              | Luogo e data              |
| ------------ | --------- | ------------ | ------------------------- |
| Pro Vercelli | 1-0       | Varese       | Vercelli, 15 maggio 1994  |
| Varese       | 1-0       | Brescello    | Varese, 18 maggio 1994    |
| Brescello    | 2-3       | Pro Vercelli | Brescello, 22 maggio 1994 |
|              |           |              |                           |

#### Girone 2
|  | Pos. | Squadra    | Pt | G | V | N | P | GF | GS | DR |
|  | ---- | ---------- | -- | - | - | - | - | -- | -- | -- |
|  | 1.   | Sandonà    | 3  | 2 | 1 | 1 | 0 | 4  | 3  | +1 |
|  | 2.   | Vis Pesaro | 1  | 2 | 0 | 1 | 1 | 3  | 4  | -1 |

Legenda:
      Promossa al turno successivo.
Regolamento:
Due punti a vittoria, uno a pareggio, zero a sconfitta.
|            | Risultati |            | Luogo e data                      |
| ---------- | --------- | ---------- | --------------------------------- |
| Sandonà    | 2-1       | Vis Pesaro | San Donà di Piave, 15 maggio 1994 |
| Vis Pesaro | 2-2       | Sandonà    | Pesaro, 22 maggio 1994            |
|            |           |            |                                   |

#### Girone 3
|  | Pos. | Squadra    | Pt | G | V | N | P | GF | GS | DR |
|  | ---- | ---------- | -- | - | - | - | - | -- | -- | -- |
|  | 1.   | Giulianova | 2  | 2 | 1 | 0 | 1 | 3  | 1  | +2 |
|  | 2.   | Teramo     | 2  | 2 | 1 | 0 | 1 | 1  | 3  | -2 |

Legenda:
      Promossa al turno successivo.
Regolamento:
Due punti a vittoria, uno a pareggio, zero a sconfitta.
|            | Risultati |            | Luogo e data               |
| ---------- | --------- | ---------- | -------------------------- |
| Teramo     | 1-0       | Giulianova | Teramo, 15 maggio 1994     |
| Giulianova | 3-0       | Teramo     | Giulianova, 22 maggio 1994 |
|            |           |            |                            |

#### Girone 4
|  | Pos. | Squadra            | Pt | G | V | N | P | GF | GS | DR |
|  | ---- | ------------------ | -- | - | - | - | - | -- | -- | -- |
|  | 1.   | Sporting Benevento | 2  | 2 | 1 | 0 | 1 | 5  | 3  | +2 |
|  | 2.   | Castrovillari      | 2  | 2 | 1 | 0 | 1 | 3  | 5  | -2 |

Legenda:
      Promossa al turno successivo.
Regolamento:
Due punti a vittoria, uno a pareggio, zero a sconfitta.
|               | Risultati |               | Luogo e data                  |
| ------------- | --------- | ------------- | ----------------------------- |
| Benevento     | 3-0       | Castrovillari | Benevento, 15 maggio 1994     |
| Castrovillari | 3-2       | Benevento     | Castrovillari, 22 maggio 1994 |
|               |           |               |                               |

### Semifinali
|              | Risultati |              | Luogo e data                      |
| ------------ | --------- | ------------ | --------------------------------- |
| Pro Vercelli | 0-0       | Sandonà      | Vercelli, 29 maggio 1994          |
| Sandonà      | 1-1       | Pro Vercelli | San Donà di Piave, 1º giugno 1994 |
|              |           |              |                                   |
| Giulianova   | 2-1       | Benevento    | Giulianova, 29 maggio 1994        |
| Benevento    | 0-0       | Giulianova   | Benevento, 1º giugno 1994         |
|              |           |              |                                   |

### Finali
|              | Risultati |              | Luogo e data              |
| ------------ | --------- | ------------ | ------------------------- |
| Giulianova   | 3-2       | Pro Vercelli | Giulianova, 5 giugno 1994 |
| Pro Vercelli | 1-0       | Giulianova   | Vercelli, 12 giugno 1994  |
|              |           |              |                           |